# قلمرو پادشاهی نیوزیلند
قلمرو نیوزیلند (انگلیسی: Dominion of New Zealand) جانشین تاریخی مستعمره نیوزیلند بود. یک پادشاهی مشروطه با سطح بالایی از خودگردانی در داخل امپراتوری بریتانیا بود.